# Abacistis hexanoma
Abacistis hexanoma är en fjärilsart som beskrevs av Edward Meyrick 1913. Abacistis hexanoma ingår i släktet Abacistis och familjen spinnmalar. Inga underarter finns listade i Catalogue of Life.